# Ship Rock
Ne doit pas être confondu avec Shiprock.
Ship Rock, en navajo Tsé Bit'a'í signifiant en français « rocher ailé », est un neck des États-Unis situé dans le comté de San Juan, au Nouveau-Mexique, et haut de 550 mètres. Il appartient à la région des Four Corners et constitue un site sacré pour les Indiens Navajos. Ces derniers l'assimilent à un oiseau géant qui transforme en pierre leurs ennemis. Son ascension est interdite depuis les années 1970.

## Toponymie
Les Navajos l'appellent Tsé Bit'a'í qui signifie littéralement « rocher ailé », en référence à la légende du grand oiseau qui les amena du nord vers leur territoire actuel,. Les toponymes anglais Shiprock, Shiprock Peak ou Ship Rock proviennent de la ressemblance du pic avec un clipper. Néanmoins, les anglophones l'ont d'abord nommé The Needle, en français « l'aiguille », nom donné au pinacle sommital par le capitaine J.F. McComb en 1860. D'après l'Institut d'études géologiques des États-Unis, le nom de Ship Rock daterait des années 1870,.

## Géographie

### Localisation
Ship Rock est situé dans le centre-ouest des États-Unis, dans le nord-ouest de l'État du Nouveau-Mexique, dans le comté de San Juan, au sud-est des Four Corners, le quadripoint où se rejoignent les États du Nouveau-Mexique, Arizona, Colorado et Utah.
La ville de Shiprock se trouve au nord-est et son aéroport à l'est. La route 13 ou Red Rock Highway passe au sud du Ship Rock et recoupe son dyke sud.

### Topographie
Ship Rock s'élève à 2 188 mètres d'altitude, à environ 550 mètres au-dessus des terrains plats qui l'entourent et qui font partie du plateau du Colorado. Il est entouré par plusieurs dykes, des formations volcaniques linéaires en forme de murailles, qui s'en éloignent vers le sud, l'ouest, le nord et le nord-est. Délimité par des falaises, le rocher est entouré à ses pieds par des éboulis.

### Géologie

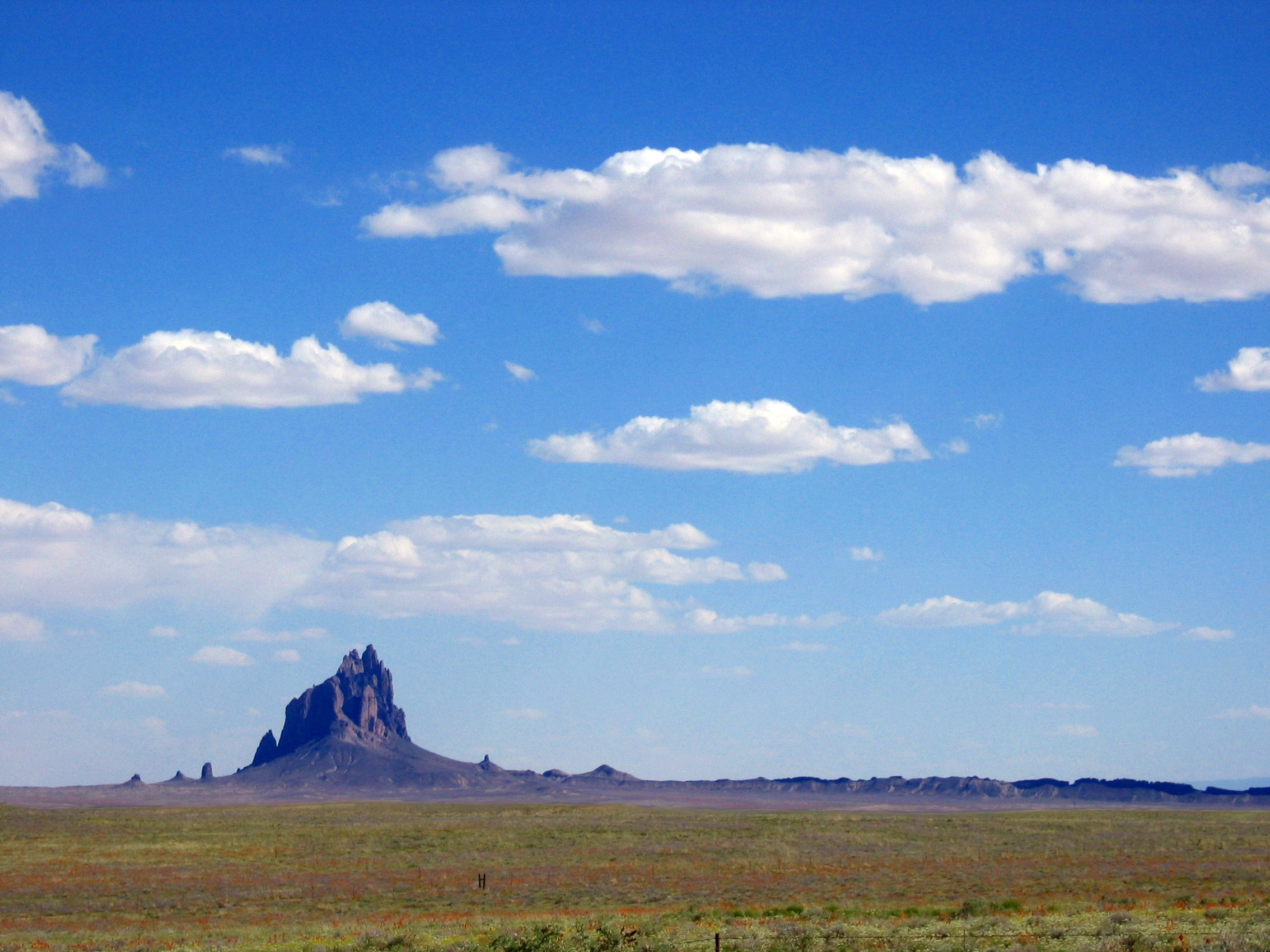
Vue distante de Ship Rock (à gauche) et d'un dyke (à droite) en 2004.

La roche exposée a été formée il y a environ 27 millions d'années selon une datation radiométrique, probablement 750 à 1 000 mètres sous la surface terrestre. Elle n'est apparue à découvert qu'à la suite de plusieurs millions d'années d'érosion de l'ancien cône volcanique dont il ne subsiste que le neck, l'ancienne cheminée volcanique, qui forme un diatrème et les dykes qui s'en éloignent. Le neck est formé de brèches volcaniques fracturées et les dykes de couleur noire d'une variété de lamprophyre appelée « minette ».
Ship Rock fait partie d'un vaste ensemble volcanique appelé champ volcanique Navajo. Il comporte des intrusions et des coulées de minette et d'autres roches magmatiques inhabituelles qui se sont formées il y a 25 millions d'années dont Agathla, un autre neck,.

## Histoire
Ship Rock constitue un lieu sacré pour les Navajos qui l'assimilent à un oiseau géant qui transforme en pierre leurs ennemis. Par conséquent, son ascension est interdite depuis les années 1970.
Le rocher a néanmoins été escaladé par des Européens, les premiers à l'avoir fait étant David Brower, Raffi Bedayn, Bestor Robinson et John Dyer en 1939.

## Dans la culture

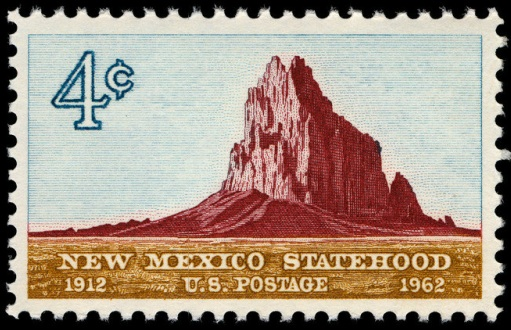
Timbre commémoratif américain de 1962 célébrant le cinquantenaire de l'État du Nouveau-Mexique et représentant Ship Rock.

Ship Rock est au cœur du roman Un homme est tombé de Tony Hillerman (1996).
Le timbre émis par la poste américaine (United States Postal Service) en 1962 pour commémorer le 50e anniversaire de l'État du Nouveau-Mexique représente Ship Rock.